# Airliners.net
Airliners.net es un sitio web de aviación fundado por Johan Lundgren en 1997, evolucionado de su sitio previo Pictures of Modern Airliners iniciado en 1994. El 27 de julio de 2001, se anunció que Airliners.net había sido adquirida por Demand Media, una compañía basada en Santa Mónica (California), Estados Unidos.
El sitio contiene una gran base de datos fotográfica, foros de discusión, una sala de "chat", y una sección de historia e información de aeronaves. Afirma ser el sitio web de aviación más grande del mundo con cerca de ochenta millones de visitas de 900.000 usuarios mensualmente.

## Características
El 29 de mayo de 2008, el sitio fue rediseñado por Demand Media, este fue el primer rediseño mayor desde la creación del sitio. Elementos del nuevo diseño incluyen una disposición modificada de la página principal, y la habilidad de seleccionar el color de fondo de cualquier página en el sitio.

### Fotos
La base de datos contiene 1.812.185 (7 de mayo de 2011) de fotos de aeronaves (el hito del millón de fotos fue alcanzado en mayo de 2006) con información de las aeronaves en las fotos. Se puede buscar en la base de datos mediante palabras claves que incluyen la matrícula de las aeronaves, el número de línea (número de serie, construcción), lugar, tipo de foto (cabina de pasajeros, de mando, aeropuerto, cola de la aeronave), aerolínea y fotógrafo. Para asegurar la alta calidad de las fotos en la base de datos, las fotos son revisadas por editores antes de ser aceptadas. Las fotos pueden ser comentadas, calificadas, y compradas por los visitantes.

### Foros
Los foros de discusión están divididos en secciones como "Aviación Civil", "Aviación Militar y Espacio" , "Técnicas/Operaciones", "Fotografía Aeronáutica", "Viajes, Encuestas y Preferencias", "Pasatiempos de Aviación" (Aviation Hobbies), "No Relacionado con la Aviación" (Non-aviation), "Informes de Viajes" (Trip Reports), "Comentarios de Fotografías" (Photography Feedback) y "Relacionado con el Sitio". El 7 de mayo de 2011 había 134.175 miembros, y el foro de aviación civil ha sobrepasado los 4 millones de publicaciones. El total de publicaciones en todos los foros, el 7 de mayo de 2011, es de 8.211.291, siendo los foros de Aviación Civil y No Relacionado con la Aviación, los más grandes. Los moderadores del foro son voluntarios y monitorean y manejan estos foros. En adición a los foros de discusión, los miembros tiene acceso a una sala de chat que es manejada por operadores de chat.
Además de la base de datos fotográfica y los foros de discusión, el sitio web acepta artículos de aviación para publicación, tiene un servicio automático de noticias que recopila noticias de aviación y mantiene una base de datos acerca de tipos de aeronaves (basada en "The Internacional Directory of Civil Aircraft" por Gerard Frawley).

## Membresías
El sitio Airliners.net ofrece 3 tipo de membresías:
- Cuenta Gratis Para Fotógrafos, que permite acceso al foro de fotografías de aviación, un perfil de Airliners.net y la creación de álbumes fotográficos, además de poder añadir fotografías a la base de datos.
- Membresía Premium, que permite un nombre de usuario de Airliners.net, poder publicar en cualquier foro, un "chat" exclusivo de Airliners.net, además de las características que no entren en conflicto con la cuenta gratis para fotógrafos. Esta membresía tiene un precio de 25 USD$, se paga solo una vez, y tiene validez hasta el año 2100.
- Miembro de Primera Clase, que permite navegar sin publicidad ni ventanas emergentes, acceso VIP a los foros de aviación más activos del mundo, una mayor capacidad de almacenamiento, ver fotografías a máxima resolución y sin marcas de agua, un servicio diario de noticias, vista de fotos en pantalla completa, una cuenta de correo electrónico exclusiva del dominio airliners.net con 2GB de almacenamiento, con la interfaz de Gmail. Esta membresía tiene un precio de 5 USD$ por mes, 15 USD$ por 3 meses, 30 USD$ por seis meses, 55 USD$ por un año y 999 USD$ por tiempo ilimitado.[4]

## Sitios Socios
Airliners.net tiene un sitio web hermano, MyAviation.net, el cual acepta todas las fotos y fue iniciado para recolectar fotos que no pasan los estándares de calidad de la base de datos de Airliners.net. Otro sitio hermano es FlightLevel350.com, que presenta videos de aviación.

## Reuniones de Miembros
Miembros de Airliners.net organizan reuniones en aeropuertos alrededor del mundo. Se han realizado reuniones en Ámsterdam, Atlanta, Barcelona, Caracas, Copenhague, Frankfurt, Mánchester (Realizada anualmente a principios del verano), Londres Heathrow, Los Ángeles, Las Vegas, Bombay, Teherán, Toronto y Zúrich. 
Algunas reuniones han sido organizadas con el propósito de tomar un vuelo en una aerolínea o aeronave específica. Adicionalmente, se han realizado varios intercambios de experiencias ("Experience Meets"), durante los cuales el enfoque no es tanto la aviación, sino disfrutar del lugar, sus escenarios u otras atracciones.